# Kalkplattendach
Ein Kalkplattendach (auch Legschieferdach) ist eine Naturstein-Dacheindeckungsart für sogenannte Jurahäuser in der Region um das Altmühltal in Bayern.

## Plattengewinnung und -bearbeitung
Die Platten, die in der obersten Schicht des Weißjura zumeist unmittelbar nach Abnehmen der Humusschicht in einer Mächtigkeit von bis zu 50 Metern anzutreffen sind, lassen sich durch händisches Herausbrechen mittels Hebelwirkung der Haue und dem Spalten mittels „Klippzeug“ (Hammer und Meißel) verhältnismäßig leicht gewinnen. Die Stärke der gelblich-weißen bis bläulich-grauen Kalkplatten beträgt 5 bis 15 Millimeter. Es werden nur die sogenannten Kernplatten als brauchbar angesehen; sie sind an hellem Klang und fest geschlossener Bruchfläche erkennbar. Mindestens 60 Prozent beträgt der Schutt bzw. Abraum im Steinbruch, der zu Schutthalden aufgetürmt wird („Haldensturz“) und teilweise der Wiederbefüllung ausgebeuteter Steinbrüche dient. 
Die Kernplatten sind wetterbeständig, wasserundurchlässig und frostsicher. Sie wurden ohne weitere Bearbeitung in der unregelmäßigen Form verwendet, wie sie aus dem Bruch kamen, oder sie wurden mit der Zwickzange zu Schablonenschiefer, auch Zwicktaschen genannt, zugerichtet. Diese gab es in der Form von Flachziegeln in fünf verschiedenen Größen; außerdem waren für Zwicktaschendächer flächigere Unterlagsplatten, die sogenannten Balleisen erforderlich, die in vier Größen hergestellt, d. h. gezwickt wurden.

## Verwendung

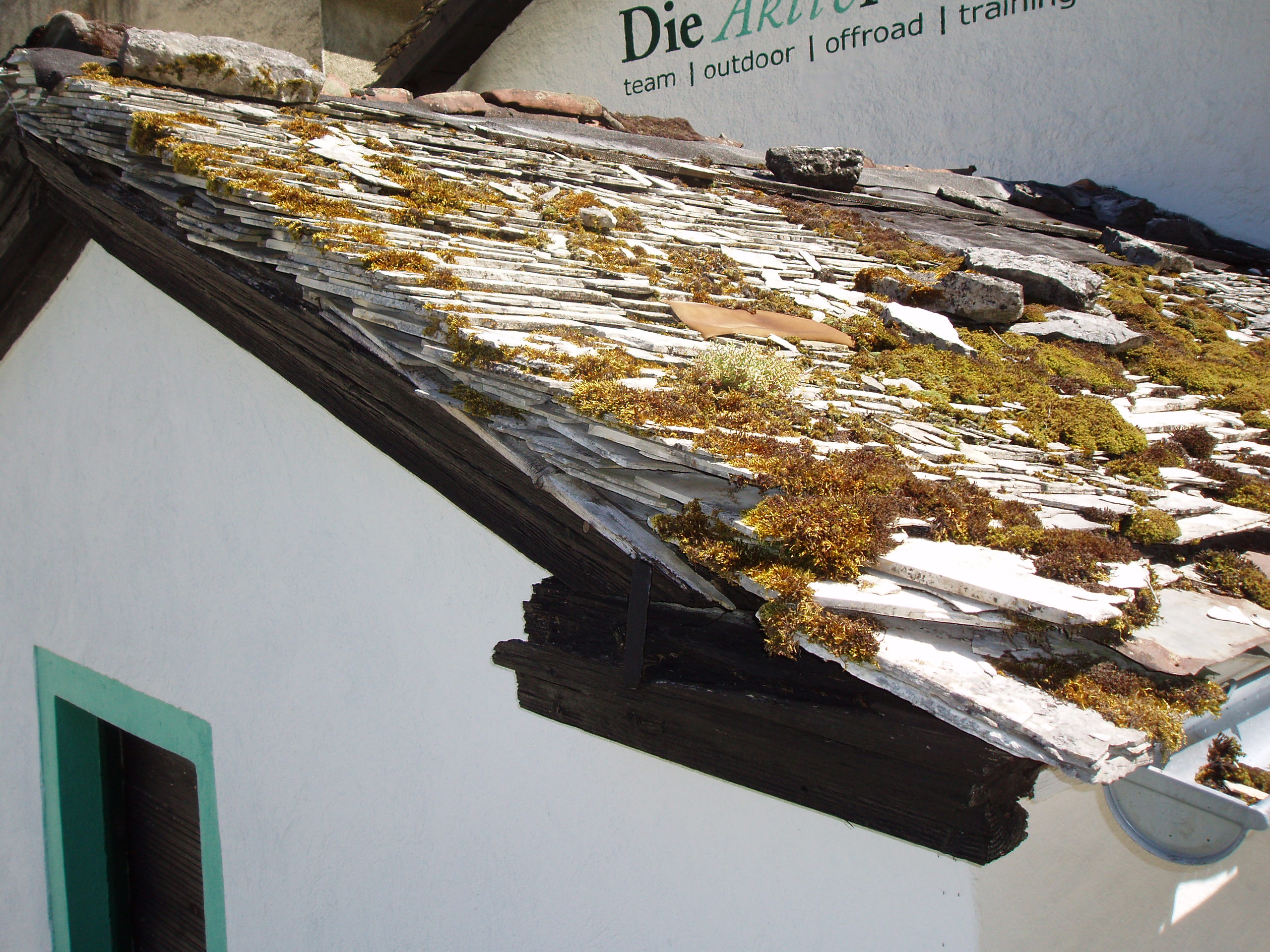
Altes Kalkplattendach an der Hefelemühle in Solnhofen im Altmühltal

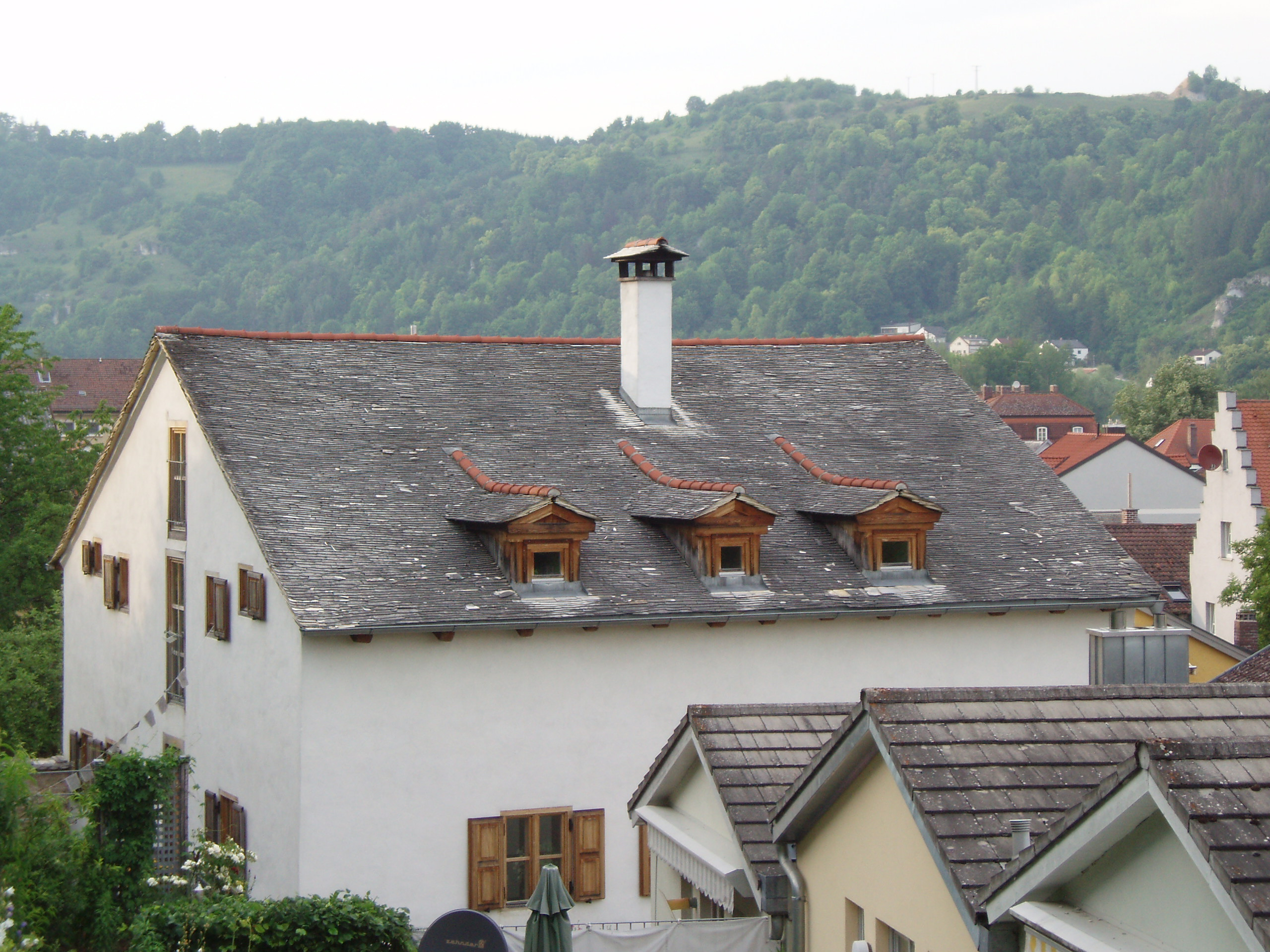
Neu gelegtes Kalkplattendach mit Dachgauben in Eichstätt

Das geologische Vorkommen des Plattenkalks in der Region des Altmühltales wurde seit Jahrhunderten, nachweisbar seit der Gotik, dazu genutzt, Dächer einzudecken. Wegen des hohen Gewichts der Platten beschränkte sich die Verwendung des Legschiefers auf die Region des Vorkommens, in etwa das Gebiet zwischen Kelheim im Südosten und Treuchtlingen im Nordwesten. 
Da das Abgleiten übereinandergelegter Platten bei einem Neigungswinkel von 36 bis 39 Grad eintritt, mussten die Dachstühle einen geringeren Neigungswinkel aufweisen, in der Regel 28 bis 30 Grad. Es gibt jedoch auch Beispiele für legschiefergedeckte Steildächer. Die Auflagerung erfolgte in vier bis sechs Schichten bis zu einer Gesamtstärke von 8 bis 10 Zentimeter. Wegen des nicht unerheblichen Dachgewichtes, ca. 250 bis 275 Kilogramm je Quadratmeter, waren stabil konstruierte Dachstühle, d. h. gut verbundene, aber nicht unbedingt dickere, wegen der geringeren Dachneigung im Vergleich zu Ziegeldächern sogar kürzere und daher billigere Balken erforderlich. Als Dachform verwendete man fast ausschließlich das Satteldach und nur vereinzelt das Walmdach; Dachgauben mit Flach- oder Satteldach zur Belichtung des Dachbodens waren möglich und wurden ebenfalls mit Kalkplatten gedeckt. (Fachwerk-)Kniestöcke konnten bis 80 Zentimeter hoch sein, um noch genügend Statik für das Kalkplattendach zu bieten. 
Eingedeckt wurde von der Traufe aus auf Holzrosten, der sogenannten Harnickel-Schalung aus gespaltenen Holzstangen, die auf die Dachsparren aufgenagelt waren. Die sparsam angelegten Kamindurchdringungen wurden mit Abweisblechen abgedichtet. Auf weitere Durchbrechungen der Dachhaut wurde wegen der Schwierigkeit des Abdichtens verzichtet. Zur Firstabdeckung kamen Hohlziegel oder, in späterer Zeit, der Länge nach halbierte glasierte Steingutrohre zur Verwendung, oder man dichtete die Firstschichten mit Überständen auf den windabgewandten Seiten mit Mörtel ab. Die Dächer dienten vor allem auf der wasserarmen Albhochfläche auch der Brauchwassergewinnung, indem das Regenwasser in einem Netz von zunächst hölzernen, in jüngerer Zeit Blech-Dachrinnen und Rohren Zisternen zugeleitet wurde.
An der Wende vom 19. zum 20. Jahrhundert kam als Alternative für steilere Dächer das Zwicktaschendach auf. Die Eindeckung mittels der unregelmäßigen Bruchplatten ist also die ursprünglichere und weiter verbreitete Art des Legschieferdaches. Die Zwicktaschen, mitsamt der erforderlichen Zwickzange eine Erfindung des Eichstätter Glasermeisters Joseph Weitenhiller (* 1786 in Klagenfurt, Kärnten; † 7. Januar 1862 in Eichstätt), die er 1828 schützen ließ, wurden in einer Randentfernung von etwa drei Zentimetern durchbohrt, um sie mit Nägeln an Dachlatten befestigen zu können. Die Bohrungen wurden mit einfachen Handbohrmaschinen oder fußbetriebenen Schwungrad-Bohrmaschinen vorgenommen. Zwicktaschen wurden wie Dachziegel verwendet; das Gewicht und die Herstellungskosten der Zwicktaschen-Dächer entsprach ebenfalls in etwa dem der Dachziegel-Dächer. Weitere Erfindungen des Joseph Weitenhiller sind Drahtklammern und ein Verfahren, Ziegel und Backsteine zu färben. (Hauptstaatsarchiv Stuttgart, Erfindungen E 143 Bü 2684 Laufzeit bis 1858 und E 143 Bü 15576 Laufzeit bis 1847)
Beide Dacheindeckungsarten nahmen – wie auch die Halden – mit der Zeit eine graue bis grauschwarze Farbe an; Flechten und Moose verliehen den Dächern nach Jahren eine besondere Patina. An einem Kalkplattendach musste man in der Regel mindestens 50 Jahre lang keine Reparatur vornehmen; danach deckte man das Dach um oder legte an undichten Stellen zusätzliche Schichten auf, so dass historische Dächer stellenweise 15 bis 20 Dachschichten aufweisen und in ihrem Grundbestand mehrere Jahrhunderte alt sein können. 
Das längste Legschiefer-Juradach des Altmühltals soll sich auf Schloss Eggersberg befinden. Außer bei Gebäudedächern (von Haus, Stall, Stadel, von Sakristeien und anderen Anbauten von Kirchen, von Kapellen und von Beinhäusern) fanden die Kalkplatten Verwendung zum Abdecken von Einfriedungsmauern, Brandwänden, Pfeilern und ähnlichem.

## Ästhetik des Kalkplattendaches
„In dem guten Zusammenklingen des Kalkplattendaches mit dem Himmel und mit dem eigenartigen geologischen Aufbau der Juralandschaft liegt der besondere schönheitliche Wert der Dachbedeckung im Landschaftsbild; die einzelnen Bauten erscheinen fast wie ein Teil der vielgestaltigen Juraformationen, da das Dach in Farbe, Form und sogar in der Schichtung mit seiner Umgebung förmlich zusammen verwachsen ist und sich nirgends störend vordrängt. Auch dort, wo die Dächer in den Siedlungen sich zu Gruppen gesellen, beleben sie das Bild, ohne es zu stören; wie die Feldstücke des Jura liegen die Häuschen zusammengeduckt, unter ihrer schützenden Dachhülle sicher geborgen […] eine stimmungsvolle Einheit von Natur und Menschenwerk.“

Trotz der durchaus allgemein empfundenen Schönheit eines Kalkplattendaches werden heute neue Dächer nur noch selten mit Kalkplatten gedeckt, da zum einen die Dachstühle entsprechend aufwendiger gestaltet sein müssen und zum anderen die zeit- und damit kostenaufwendigere Art des Eindeckens mit Legschiefer nur noch von wenigen Dachdeckern beherrscht wird. Außerdem gibt es inzwischen Betondachsteine in „Legschieferoptik“. Seitdem öffentliche Förderprogramme für Kalkplattendächer aufgelegt sind, kommt es vor allem bei stilgerechten Restaurierungen von Jurahäusern wieder vermehrt zu Legschiefer-Eindeckungen. Dafür setzt sich insbesondere der Jurahaus-Verein e. V. in Eichstätt ein, der auch eine Hausbörse für schützenswerte Jurahäuser mit Legschieferdächern betreibt.